# Dion Esajas
Dion Esajas (Amsterdam, 7 november 1980) is een Nederlands voetballer die als aanvaller speelt.
In het verleden kwam hij uit voor Haarlem, FC Volendam, FC Zwolle, het Duitse SC Paderborn 07. Begin 2008 speelde hij een half jaar voor Quick Boys en van januari tot juni 2009 voor FC Lisse.
In de zomer van 2009 ging Esajas naar Cyprus waar hij eerst voor Akritas Chlorakas speelde, in het seizoen 2010/11 voor PAEEK in de Cypriotische tweede divisie en in het seizoen 2011/12 voor AEK Kouklia in de Cypriotische derde divisie waar hij topscorer van de competitie werd met 21 doelpunten. Vervolgens ging hij op amateurniveau bij achtereenvolgens Karmiotissa Polemidion en ENAD Polis Chrysochous spelen. In 2014 tekende hij een contract bij tweede divisionist Anagennisi Dherynia. Dat werd echter in januari 2015 ontbonden.
Esajas keerde terug naar Nederland waar hij in het amateurvoetbal voor SV Nieuw Utrecht en HFC EDO speelde.

## Statistieken
| Seizoen | Club                   | Land      | Competitie     | Wed. | Goals |
| ------- | ---------------------- | --------- | -------------- | ---- | ----- |
| 1997/98 | Haarlem                | Nederland | Eerste divisie | 10   | 2     |
| 1998/99 | Haarlem                | Nederland | Eerste divisie | 26   | 4     |
| 1999/00 | Haarlem                | Nederland | Eerste divisie | 18   | 4     |
| 2000/01 | Haarlem                | Nederland | Eerste divisie | 32   | 9     |
| 2001/02 | FC Volendam            | Nederland | Eerste divisie | 31   | 14    |
| 2002/03 | FC Volendam            | Nederland | Eerste divisie | 32   | 10    |
| 2003/04 | FC Volendam            | Nederland | Eredivisie     | 27   | 6     |
| 2004/05 | FC Zwolle              | Nederland | Eerste divisie | 31   | 7     |
| 2005/06 | FC Zwolle              | Nederland | Eerste divisie | 27   | 6     |
| 2006/07 | SC Paderborn 07        | Duitsland | 2. Bundesliga  | 6    | 0     |
| 2007/08 | Quick Boys             | Nederland | Hoofdklasse A  | –    | –     |
| 2008/09 | Quick Boys             | Nederland | Hoofdklasse A  | –    | –     |
| 2008/09 | FC Lisse               | Nederland | Hoofdklasse A  | –    | –     |
| 2009/10 | Akritas Chlorakas      | Cyprus    | B' Kategoria   | 18   | 4     |
| 2010/11 | PAEEK                  | Cyprus    | B' Kategoria   | 21   | 5     |
| 2011/12 | AEK Kouklia            | Cyprus    | C Kategoria    | 25   | 21    |
| 2012/13 | Karmiotissa FC         | Cyprus    | C Kategoria    | 23   | 15    |
| 2013/14 | ENAD Polis Chrysochous | Cyprus    | C Kategoria    | 21   | 16    |
| 2014/15 | Anagennisi Dherynia    | Cyprus    | B' Kategoria   | 15   | 1     |
| 2014/15 | Akritas Chlorakas      | Cyprus    | C Kategoria    | 5    | 4     |
| Totaal  | Totaal                 | Totaal    | Totaal         | 368  | 128   |

## Interlandcarrière
Nederland –18
Op 23 september 1997 debuteerde Esajas in het Nederland –18, tijdens een vriendschappelijk duel tegen Denemarken –18. De wedstrijd eindigde in 1–2.
| Interlands van Dion Esajas voor Nederland –18 | Interlands van Dion Esajas voor Nederland –18 | Interlands van Dion Esajas voor Nederland –18 | Interlands van Dion Esajas voor Nederland –18 | Interlands van Dion Esajas voor Nederland –18 | Interlands van Dion Esajas voor Nederland –18 |
| №                                             | Datum                                         | Wedstrijd                                     | Uitslag                                       | Soort Wedstrijd                               | Doelpunten                                    |
| Als speler bij HFC Haarlem                    | Als speler bij HFC Haarlem                    | Als speler bij HFC Haarlem                    | Als speler bij HFC Haarlem                    | Als speler bij HFC Haarlem                    | Als speler bij HFC Haarlem                    |
| --------------------------------------------- | --------------------------------------------- | --------------------------------------------- | --------------------------------------------- | --------------------------------------------- | --------------------------------------------- |
| 1.                                            | 23 september 1997                             | Nederland – Denemarken                        | 1 – 2                                         | Vriendschappelijk                             | 0                                             |
| 2.                                            | 25 september 1997                             | Nederland – Schotland                         | 1 – 2                                         | Vriendschappelijk                             | 0                                             |
| 3.                                            | 27 september 1997                             | Nederland – België                            | 1 – 5                                         | Vriendschappelijk                             | 0                                             |

Nederland –17
Op 22 oktober 1996 debuteerde Esajas in het Nederland –17, tijdens een kwalificatie duel tegen Macedonië –17. De wedstrijd eindigde in 1–0.
| Interlands van Dion Esajas voor Nederland –17 | Interlands van Dion Esajas voor Nederland –17 | Interlands van Dion Esajas voor Nederland –17 | Interlands van Dion Esajas voor Nederland –17 | Interlands van Dion Esajas voor Nederland –17 | Interlands van Dion Esajas voor Nederland –17 |
| №                                             | Datum                                         | Wedstrijd                                     | Uitslag                                       | Soort Wedstrijd                               | Doelpunten                                    |
| Als speler bij HFC Haarlem                    | Als speler bij HFC Haarlem                    | Als speler bij HFC Haarlem                    | Als speler bij HFC Haarlem                    | Als speler bij HFC Haarlem                    | Als speler bij HFC Haarlem                    |
| --------------------------------------------- | --------------------------------------------- | --------------------------------------------- | --------------------------------------------- | --------------------------------------------- | --------------------------------------------- |
| 1.                                            | 22 oktober 1996                               | Macedonië – Nederland                         | 0 – 1                                         | Kwalificatie EK 1997                          | 0                                             |
| 2.                                            | 24 oktober 1996                               | Denemarken – Nederland                        | 0 – 1                                         | Kwalificatie EK 1997                          | 0                                             |
| 3.                                            | 26 oktober 1996                               | Slovenië – Nederland                          | 1 – 0                                         | Kwalificatie EK 1997                          | 0                                             |